# Mojavia
Mojavia és un gènere monotípic d'arnes de la família Crambidae erigida per Eugene G. Munroe el 1961. Conté una sola espècie, Mojavia achemonalis, que va ser descrita per William Barnes i James Halliday McDunnough el 1914. Es troba a Amèrica del Nord, on s'ha registrat a Arizona, Califòrnia, Nevada, Nou Mèxic i Texas.
La longitud alar és de 5-6 mm. El terç basal de les ales anteriors és de color rosat intens, que s'estén per la vora fins a prop de l'àpex. La resta de l'ala és de color ocre olivaci, vorejat de color rosa al llarg del marge exterior. Els ales posteriors són de color fum.